# Desmiphora chemsaki
Desmiphora chemsaki là một loài bọ cánh cứng trong họ Cerambycidae.